# Baron Talbot

Ursprüngliches Wappen der Barone Talbot

Baron Talbot war ein erblicher britischer Adelstitel in der Peerage of England.

## Verleihung
Der Titel wurde am 27. Januar 1332 für Gilbert Talbot, den feudalen Lord von Eccleswall in Herefordshire geschaffen, indem König Eduard III. ihn per Writ of Summons in sein Parlament berief. Als Barony by writ war der Titel auch in weiblicher Linie vererbbar.
Sein Ur-urenkel, der 5. Baron, erbte 1413 von seiner Mutter auch den 1309 geschaffenen Titel Baron Strange of Blackmere. Bei dessen Tod 1419 fielen beide Baronien an seine Tochter Ankaret Talbot und bei deren Tod 1421 an deren Onkel John Talbot, 6. Baron Furnivall, der 1442 zum Earl of Shrewsbury und 1446 zum Earl of Waterford erhoben wurde.
Beim Tod des 7. Earls am 8. Mai 1616 fielen seine Baronies by writ in Abeyance zwischen seinen drei Töchtern Mary Herbert, Countess of Pembroke, Elizabeth Grey, Countess of Kent, und Alethea Howard, Countess of Arundel. Die Abeyance wurde 1651 zugunsten von Alethea beendet, die die Titel 17. Baroness Strange of Blackmere und 13. Baroness Furnivall erhielt. Bei ihrem Tod 1654 beerbte sie ihr Enkel Thomas Howard, 5. Duke of Norfolk.
Beim Tod des 9. Duke und 22. Baron Strange of Blackmere am 20. September 1777 fielen seine Baronies by writ erneut in Abeyance. Miterben sind die Nachfahren seiner beiden Nichten Winifred, Lady Stourton, und Ann, Lady Petre.

## Liste der Barone Talbot (1331)
- Gilbert Talbot, 1. Baron Talbot (1276–1346)
- Richard Talbot, 2. Baron Talbot (um 1305–1356)
- Gilbert Talbot, 3. Baron Talbot (um 1332–1387)
- Richard Talbot, 4. Baron Talbot (um 1361–1396)
- Gilbert Talbot, 5. Baron Talbot, 8. Baron Strange of Blackmere (um 1383–1419)
- Ankaret Talbot, 6. Baroness Talbot, 9. Baroness Strange of Blackmere († 1421)
- John Talbot, 1. Earl of Shrewsbury, 7. Baron Talbot, 10. Baron Strange of Blackmere (1390–1453)
- John Talbot, 2. Earl of Shrewsbury, 8. Baron Talbot (1413–1460)
- John Talbot, 3. Earl of Shrewsbury, 9. Baron Talbot (1448–1473)
- George Talbot, 4. Earl of Shrewsbury, 10. Baron Talbot (1468–1538)
- Francis Talbot, 5. Earl of Shrewsbury, 11. Baron Talbot (1500–1560) (folgte schon 1533 durch Writ of Acceleration als Baron Talbot)
- George Talbot, 6. Earl of Shrewsbury, 12. Baron Talbot (1528–1590) (folgte schon 1553 durch Writ of Acceleration als Baron Talbot)
- Gilbert Talbot, 7. Earl of Shrewsbury, 13. Baron Talbot (1552–1616) (Baronien abeyant 1616)
- Alethea Howard, Countess of Arundel, 13. Baroness Furnivall, 14. Baroness Talbot († 1654) (Abeyance beendet 1651)
- Thomas Howard, 5. Duke of Norfolk, 15. Baron Talbot (1627–1677)
- Henry Howard, 6. Duke of Norfolk, 16. Baron Talbot (1628–1684)
- Henry Howard, 7. Duke of Norfolk, 17. Baron Talbot (1655–1701)
- Thomas Howard, 8. Duke of Norfolk, 18. Baron Talbot (1683–1732)
- Edward Howard, 9. Duke of Norfolk, 19. Baron Talbot (1685–1777) (Baronien abeyant 1777)